# Glen Flora
Glen Flora – wieś w Stanach Zjednoczonych, w stanie Wisconsin, w hrabstwie Rusk.